# アーダルベルト2世 (バレンシュテット伯)
アーダルベルト2世（ドイツ語：Adalbert II., 1030年ごろ - 1076/83年）は、アスカーニエン家出身のザクセンの伯、ニーンブルク修道院のフォークト。

## 生涯
アーダルベルトは1033年の証書で最初に確認され、バレンシュテット伯エジコ（1060年ごろ没）とその妃マティルデ（おそらくシュヴァーベン公ヘルマン2世の娘）の息子としてザクセンのシュヴァーベンガウのバレンシュテット城で生まれた。1068年ごろにマイセン辺境伯オットー1世とその妃アデール・ド・ルーヴァンの娘アーデルハイト・フォン・ヴァイマル＝オーラミュンデと結婚した。2人の間には以下の2男が生まれた。
- オットー（1070年ごろ - 1123年） - バレンシュテット伯[1]
- ジークフリート1世（1075年ごろ - 1113年） - ヴァイマル＝オーラミュンデ伯、ライン宮中伯[1]

アーダルベルトは広大な領地の相続人であり、ザクセンの主要な貴族の1人となった。1069年にノルトテューリングガウの伯に任命され、後にオストマルクの伯にもなった。年代記作者ラムペルト・フォン・ヘルスフェルトによると、アーダルベルトは1069年のハインリヒ4世との衝突においてウェッティン家のラウジッツ辺境伯デド1世を支持した。デド1世はアーダルベルトの義母アデール・ド・ルーヴァン（1067年以降未亡人であった）と結婚し、亡くなったアデールの夫マイセン辺境伯オットー1世のヴァイマル家の領地の継承権を主張した。アーダルベルトらの反乱はほとんど支持されず、両者とも短期間で降伏しなければならず、1070年に赦免された。しかし、アーダルベルトはハインリヒ4世と敵対し続けた。
1072年以降、オットー・フォン・ノルトハイムとハルバーシュタット司教ブルヒャルト2世が率いるザクセンの反乱に参加し、1075年のランゲンザルツァの戦いでハインリヒ4世が勝利した後に捕らえられた。およそ2年後に釈放された後も、アーダルベルトはドイツ対立王ルドルフ・フォン・ラインフェルデンを支持し、おそらくフェーデによりアッシャースレーベン近くのヴェストドルフでザクセン貴族エゲノ2世・フォン・コンラーツブルクに殺害された。
アーダルベルトと死別した妃アーデルハイトはエッツォ家のロートリンゲン宮中伯ヘルマン2世と再婚し、さらにその後アルデンヌ＝ルクセンブルク家のライン宮中伯ハインリヒ2世と3度目の結婚をした。